# Susan Youssef
Susan Youssef (Brooklyn, 1977) è una regista e sceneggiatrice statunitense di origini libanesi e siriane.

## Biografia
Susan Youssef è nata a Bay Ridge (Brooklyn, New York) da padre libanese e madre siriana. Trascorse l'infanza a Staten Island dove frequentò una chiesa cattolica. Il suo primo viaggio in Libano risale al 1999, quando, poco più che ventenne, le fu offerto un lavoro come insegnante a Beirut.
In Libano, iniziò a scrivere per il giornale Daily Star. In questo ambiente incontrò molti cineasti e raccolse informazioni sui campi-profughi palestinesi. Quindi tornò negli Stati Uniti d'America e realizzò un cortometraggio sui nonni che inviò alle scuole di cinema come prova di ammissione. Nonostante i suoi genitori fossero contrari, Youssef fu accettata alla facoltà di cinema dell'Università del Texas. Durante i suoi studi ad Austin, Youssef lavorò come cameriera in un dive bar. Nel 2002, fece un viaggio in Palestina, dal quale trasse ispirazione per il suo primo lavoro come regista, un documentario studentesco intitolato Forbidden to Wander, proiettato al MoMA di New York nel 2005.
Il suo primo cortometraggio narrativo, Marjoun, parla degli effetti degli attentati dell'11 settembre 2001 su una famiglia araba negli Stati Uniti. Il film fu presentato al Sundance Film Festival 2006. Nel 2011, Youssef scrisse e diresse il suo primo lungometraggio, una storia d'amore ambientata nella Striscia di Gaza intitolata Habibi Rasak Kharban (tradotto in italiano: tesoro, qualcosa non va nella tua testa). Il film fu presentato in anteprima mondiale alla 68ª Mostra internazionale d'arte cinematografica di Venezia. e vinse il Muhr d'Oro come miglior film al Festival internazionale del cinema di Dubai. Fu in seguito proiettato al Festival di Toronto, al Human Rights Watch Festival di Londra, e in alcune università statunitensi quali Princeton e Harvard.
Il secondo lungometraggio della regista, Marjoun and the Flying Headscarf, riprende il personaggio protagonista introdotto in Marjoun.

## Filmografia

### Cinema
- Habibi Rasak Kharban (2011)
- Marjoun and the Flying Headscarf (2019)

### Cortometraggi
- Forbidden to Wander (2004)
- Marjoun (2006)
- Source (2012)
- Amsterdam to Anatolia (2019)

## Riconoscimenti
- 2011: Festival internazionale del cinema di Dubai – Miglior film per Habibi Rasak Kharban
- 2019: Bengaluru International Film Festival (India) – Miglior film asiatico per Habibi Rasak Kharban
- 2019: Miami Film Festival – Candidatura al miglior film per Marjoun and the Flying Headscarf